# Küstenreiher

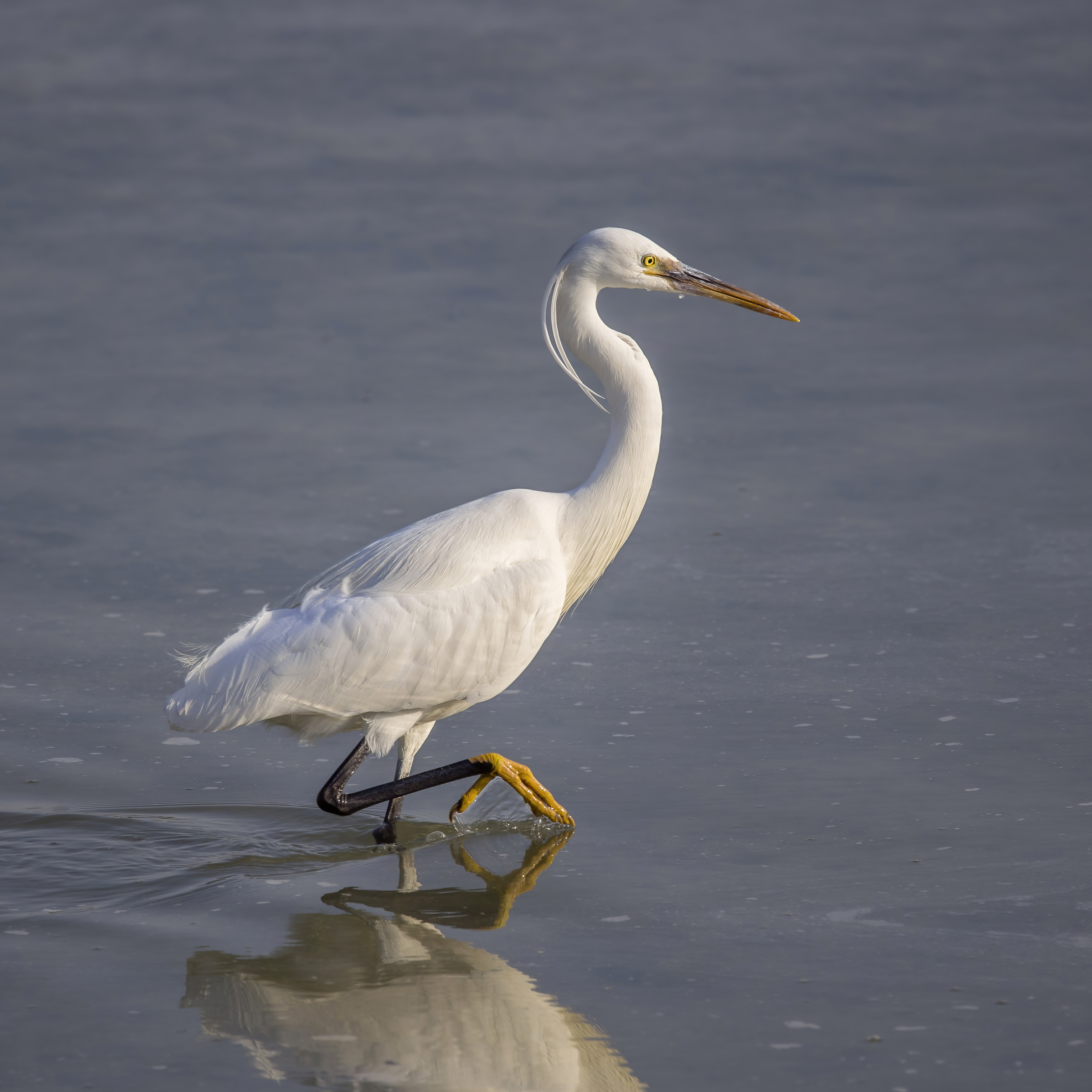
Weiße Morphe am Persischen Golf

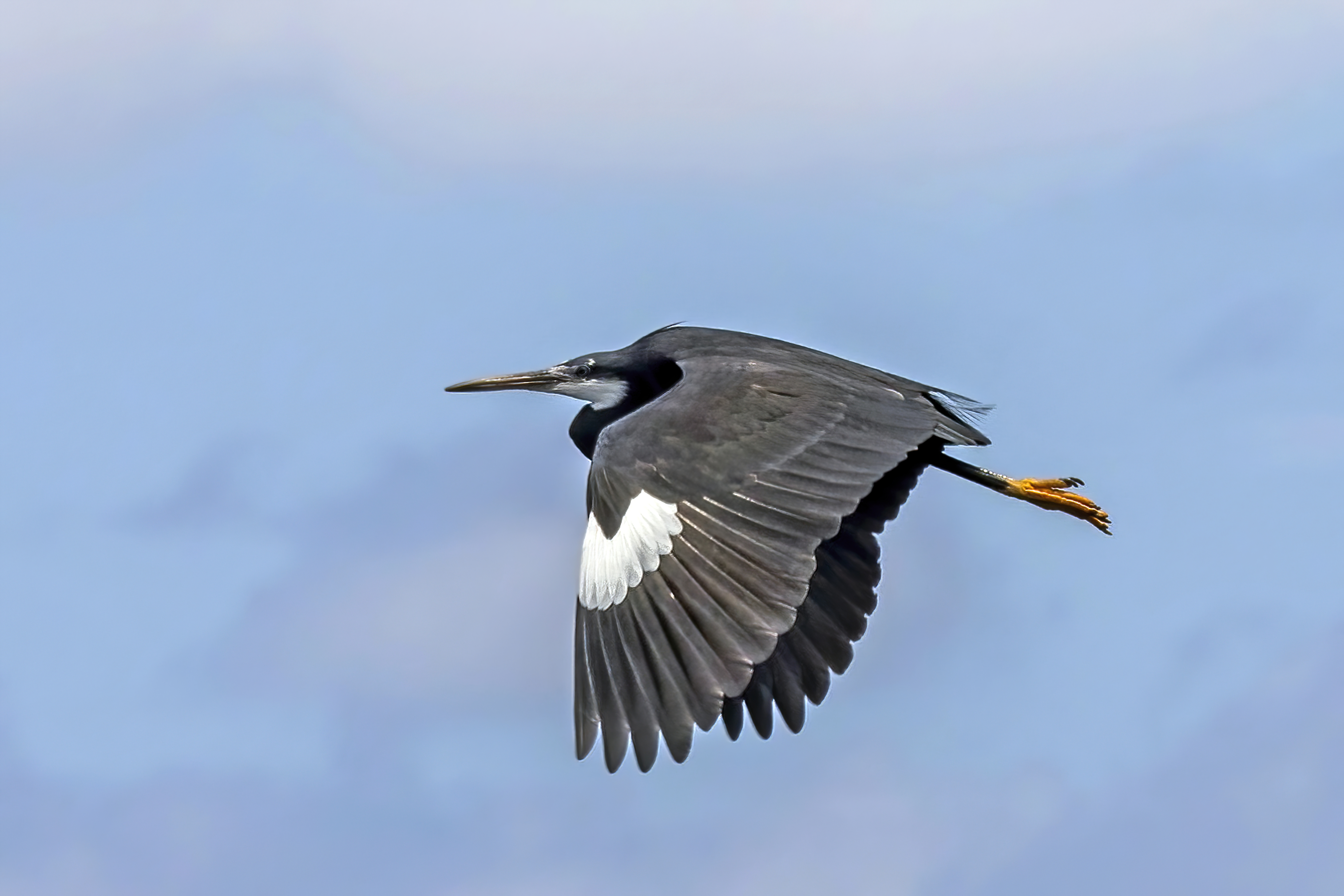
Dunkle Morphe der Unterart E. g. gularis im Flug

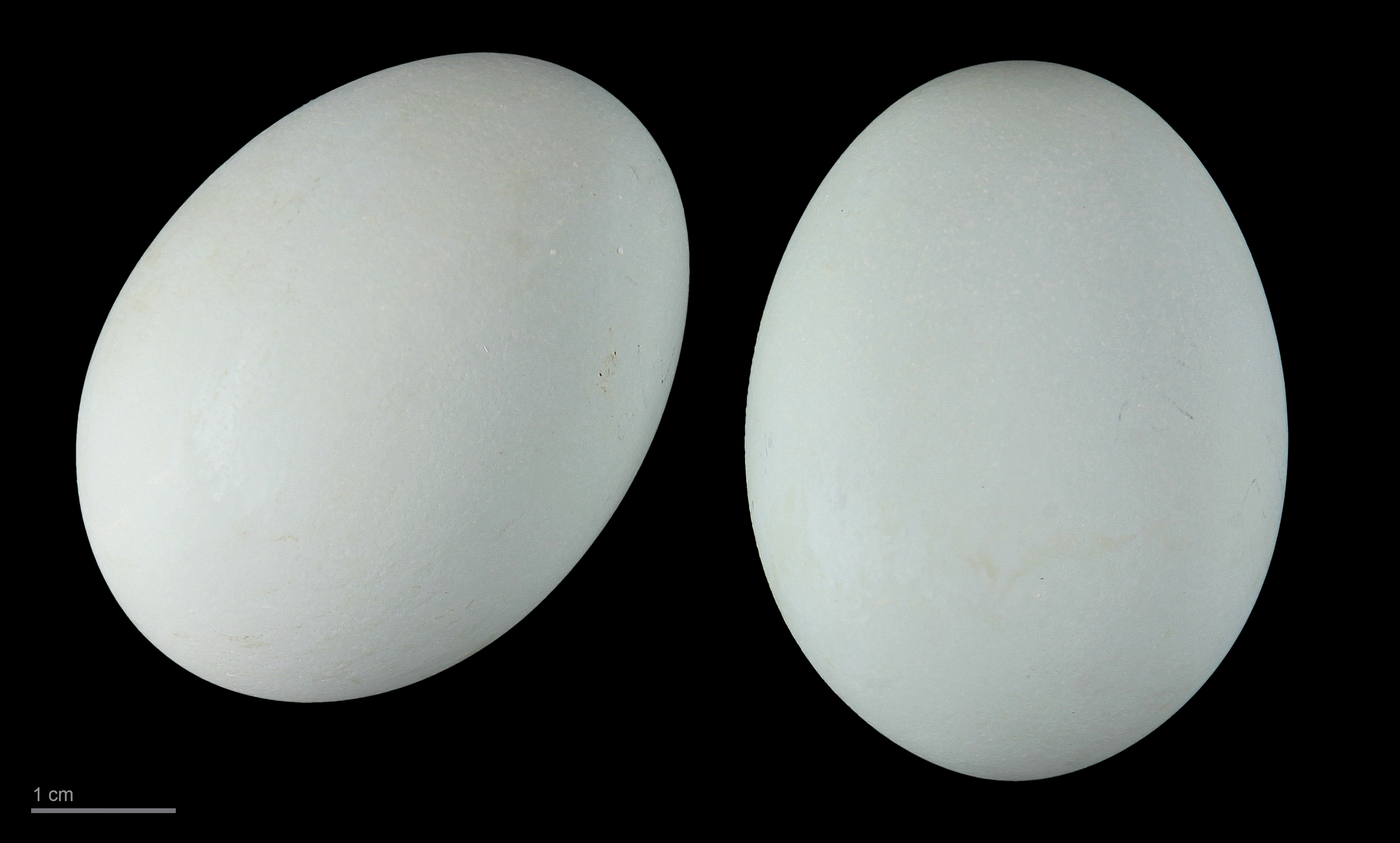
Eier des Küstenreihers

Der Küstenreiher (Egretta gularis) ist ein mittelgroßer Reiher. Er kommt hauptsächlich an den Küsten Westafrikas und vom Roten Meer bis nach Indien vor. Im Südosten Europas ist er ein sehr seltener Irrgast. Es gibt außerdem einige wenige Beobachtungen in Mitteleuropa, bei denen es sich allerdings immer um Gefangenschaftsflüchtlinge handelte.

## Beschreibung
Der Lebensraum des Küstenreihers sind Feuchtgebiete an der Küste. Er nistet in Kolonien, oft zusammen mit anderen Schreitvögeln, gewöhnlich auf Plattformen aus Ästen und Zweigen in Bäumen oder Sträuchern. Das Gelege umfasst normalerweise zwei bis drei Eier.
Der Küstenreiher tritt in zwei Farbvarianten auf: Es gibt eine völlig weiße und eine dunkelgraue Morphe; Zwischenformen kommen auch vor. Die weiße Morphe ähnelt im Erscheinungsbild sehr dem Seidenreiher, hat aber u. a. einen an der Basis höheren, etwas längeren Schnabel und über die gesamte Länge leicht nach unten gebogenen Schnabel. Die graue Morphe kann man kaum mit einer anderen Art im Verbreitungsgebiet dieses Reihers verwechseln. 
Die Vögel verfolgen ihre Beute in seichtem Wasser; häufig laufen sie dabei oder schlurfen mit den Füßen. Sie können auch stillstehen und auf Beute lauern. Diese besteht aus Fischen, Krebs- und Weichtieren. 
Außerhalb seines Hauptverbreitungsgebiets kommt der Küstenreiher (nicht unbedingt als Brutvogel) auch in Spanien, Tunesien, Südosteuropa, Mosambik und auf Madagaskar vor. Als Irrgast hat er sich schon bis in die USA verflogen. Der Küstenreiher gilt laut IUCN als ungefährdet.

## Unterarten
Es werden zwei Unterarten unterschieden:
- Egretta gularis gularis (Bosc, 1792) – Atlantikküste, wird neuerdings als Unterart E. garzetta gularis des Seidenreihers klassifiziert[2]
- Egretta gularis schistacea (Hemprich & Ehrenberg, 1828) – Indischer Ozean mit Rotem Meer und Persischem Golf, gilt neuerdings als eigene Art E. schistacea, die mit dem Seidenreiher weniger nahe verwandt ist als die auf Madagaskar heimische Art Egretta dimorpha.[2]

## Belege